# Championnat d'Égypte de football 1990-1991
Navigation
Saison précédente Saison suivante
La saison 1990-1991 du Championnat d'Égypte de football est la 34e édition du championnat de première division égyptien. Dix-huit clubs égyptiens prennent part au championnat organisé par la fédération. Les équipes sont regroupées au sein d'une poule unique où elles rencontrent leurs adversaires deux fois, à domicile et à l'extérieur. À l'issue du championnat, pour permettre le passage du championnat de 18 à 14 équipes, les six derniers du classement sont relégués et remplacés par les deux meilleures équipes de D2.
C'est le club d'Ismaily SC qui remporte la compétition, après avoir remporté le match de barrage pour le titre face au tenant du titre, Al Ahly SC, les deux clubs ayant terminé à égalité en tête du classement. Le Zamalek SC complète le podium à un seul point du duo de tête. C'est le 2e titre de champion d'Égypte de l'histoire du club.

## Les clubs participants
| - Al Ahly SC - Zamalek SC - Ittihad Alexandrie - Ismaily SC - Tersana SC - Al Olympi - Al Koroum - Promu de D2 - Gomhuriat Shebin - Promu de D2 - Al Sekka Al Hadid - Promu de D2 | - Suez El-Riyadi - Assouan SC - Promu de D2 - Al Mareekh FC - Meniya Club - Port Foaud - Promu de D2 - Al-Moqaouloun - Al-Masry Club - Ghazl El Mahallah - Al Mansourah Sporting Club - Promu de D2 |

## Compétition

### Classement
Le classement est établi sur le barème de points classique (victoire à 3 points, match nul à 1, défaite à 0).
| Rang | Équipe                       | Pts | J  | G  | N  | P  | Bp | Bc | Diff |
| ---- | ---------------------------- | --- | -- | -- | -- | -- | -- | -- | ---- |
| 1    | Ismaily SC                   | 51  | 34 | 19 | 3  | 2  | 45 | 8  | +37  |
| 2    | Al Ahly SC T C               | 51  | 34 | 21 | 9  | 4  | 54 | 17 | +37  |
| 3    | Zamalek SC                   | 50  | 34 | 21 | 8  | 5  | 50 | 12 | +38  |
| 4    | Ghazl El Mahallah            | 47  | 34 | 19 | 9  | 6  | 42 | 19 | +23  |
| 5    | Al-Masry Club                | 40  | 34 | 14 | 12 | 8  | 30 | 22 | +8   |
| 6    | Al Mansourah Sporting Club P | 40  | 34 | 13 | 14 | 7  | 31 | 28 | +3   |
| 7    | Al-Moqaouloun                | 39  | 34 | 14 | 11 | 9  | 31 | 20 | +11  |
| 8    | Al Olympi                    | 35  | 34 | 11 | 13 | 10 | 34 | 27 | +7   |
| 9    | Tersana SC                   | 35  | 34 | 11 | 13 | 10 | 25 | 24 | +1   |
| 10   | Al Sekka Al Hadid P          | 31  | 34 | 10 | 11 | 13 | 22 | 34 | -12  |
| 11   | Ittihad Alexandrie           | 30  | 34 | 7  | 16 | 11 | 20 | 27 | -7   |
| 12   | Al Merreikh FC               | 30  | 34 | 8  | 14 | 12 | 25 | 35 | -10  |
| 13   | Meniya Club                  | 26  | 34 | 7  | 12 | 15 | 13 | 29 | -16  |
| 14   | Gomhuriat Shebin P           | 25  | 34 | 7  | 11 | 16 | 19 | 37 | -18  |
| 15   | Al Koroum P                  | 24  | 34 | 6  | 12 | 16 | 14 | 26 | -12  |
| 16   | Port Fouad P                 | 21  | 34 | 5  | 11 | 18 | 18 | 46 | -28  |
| 17   | Suez El-Riyadi               | 20  | 34 | 7  | 6  | 21 | 10 | 39 | -29  |
| 18   | Assouan SC P                 | 17  | 34 | 2  | 13 | 19 | 12 | 45 | -33  |

| Légende : Qualifications et relégations | Légende : Qualifications et relégations                                |
| --------------------------------------- | ---------------------------------------------------------------------- |
|                                         | Participation à la finale pour le titre                                |
|                                         | Relégation directe en deuxième division                                |
|                                         | T : Tenant du titre C : Vainqueur de la Coupe d'Égypte P : Promu de D2 |

### Matchs

#### Match pour le titre
| Équipe 1   | Résultat | Équipe 2   |
| ---------- | -------- | ---------- |
| Ismaily SC | 2 - 0    | Al Ahly SC |

## Bilan de la saison
| Championnat d'Égypte de football 1990-1991 |                                                                                        |
| Champion                                   | Ismaily SC (2e titre)                                                                  |
| Coupes et trophées                         |                                                                                        |
| Vainqueur de la Coupe d'Égypte 1990-1991   | Al Ahly SC                                                                             |
| Qualifications continentales               |                                                                                        |
| Coupe d'Afrique des clubs champions 1992   | Ismaily SC                                                                             |
| Coupe des Coupes 1992                      | Al Ahly SC                                                                             |
| Promotions et relégations                  |                                                                                        |
| Promus en Egyptian Premier League          | Ala'ab Damanhour Arsenal Le Caire Al Qanat Suez                                        |
| Relégués en Egyptian Second League         | Tersana SC Suez El-Riyadi Meniya Club Gomhuriat Shebin Port Fouad Al Koroum Assouan SC |